# Lijst van afleveringen van Ironside
Dit is een lijst met afleveringen van de Amerikaanse televisieserie Ironside. De serie telt 8 seizoenen. Een overzicht van alle afleveringen is hieronder te vinden.

## Seizoen 1
| Nr. | Titel aflevering                | Uitzenddatum VS   |
| --- | ------------------------------- | ----------------- |
| 0   | Pilot                           | 28 maart 1967     |
| 1   | Message from Beyond             | 14 september 1967 |
| 2   | The Leaf in the Forest          | 21 september 1967 |
| 3   | Dead Man's Tale                 | 28 september 1967 |
| 4   | Eat, Drink and Be Buried        | 5 oktober 1967    |
| 5   | The Taker                       | 12 oktober 1967   |
| 6   | An Inside Job                   | 19 oktober 1967   |
| 7   | Tagged for Murder               | 26 oktober 1967   |
| 8   | Let My Brother Go               | 2 november 1967   |
| 9   | Light at the End of the Journey | 9 november 1967   |
| 10  | The Monster of Comus Towers     | 16 november 1967  |
| 11  | The Man Who Believed            | 23 november 1967  |
| 12  | A Very Cool Hot Car             | 30 november 1967  |
| 13  | The Past Is Prologue            | 7 december 1967   |
| 14  | Girl in the Night               | 21 december 1967  |
| 15  | The Fourthent Runner            | 28 december 1967  |
| 16  | Force of Arms                   | 4 januari 1968    |
| 17  | Memory of an Ice Cream Stick    | 11 januari 1968   |
| 18  | To Kill a Cop                   | 25 januari 1968   |
| 19  | The Lonely Hostage              | 1 februari 1968   |
| 20  | The Challenge                   | 8 februari 1968   |
| 21  | All in a Day's Work             | 15 februari 1968  |
| 22  | Something for Nothing           | 22 februari 1968  |
| 23  | Barbara Who                     | 29 februari 1968  |
| 24  | Perfect Crime                   | 7 maart 1968      |
| 25  | Officer Bobby                   | 14 maart 1968     |
| 26  | Trip to Hashbury                | 21 maart 1968     |
| 27  | Due Process of the Law          | 28 maart 1968     |
| 28  | Return of the Hero              | 4 april 1968      |

## Seizoen 2
| Nr. | Titel aflevering                                      | Uitzenddatum VS   |
| --- | ----------------------------------------------------- | ----------------- |
| 1   | Shell Game                                            | 19 september 1968 |
| 2   | Split Second to an Epitaph: Part 1                    | 26 september 1968 |
| 3   | Split Second to an Epitaph: Part 2                    | 26 september 1968 |
| 4   | The Sacrifice                                         | 3 oktober 1968    |
| 5   | Robert Phillips vs. the Man                           | 10 oktober 1968   |
| 6   | Desperate Encounter                                   | 24 oktober 1968   |
| 7   | I, the People                                         | 31 oktober 1968   |
| 8   | Price Tag Death                                       | 7 november 1968   |
| 9   | An Obvious Case of Guilt                              | 14 november 1968  |
| 10  | Reprise                                               | 21 november 1968  |
| 11  | The Macabre Mr. Micawber                              | 28 november 1968  |
| 12  | Side Pocket                                           | 5 december 1968   |
| 13  | Sergeant Mike                                         | 12 december 1968  |
| 14  | In Search of an Artist                                | 2 januari 1969    |
| 15  | Up, Down and Even                                     | 9 januari 1969    |
| 16  | Why the Tuesday Afternoon Bridge Club Met on Thursday | 23 januari 1969   |
| 17  | Rundown on a Bum Rap                                  | 30 januari 1969   |
| 18  | The Prophecy                                          | 6 februari 1969   |
| 19  | A World of Jackals                                    | 13 februari 1969  |
| 20  | And Be My Love                                        | 20 februari 1969  |
| 21  | Moonlight Means Money                                 | 27 februari 1969  |
| 22  | A Drug on the Market                                  | 6 maart 1969      |
| 23  | Puzzlelock                                            | 13 maart 1969     |
| 24  | The Tormentor                                         | 27 maart 1969     |
| 25  | A Matter of Love and Death                            | 3 april 1969      |
| 26  | Not with a Whimper, But a Bang                        | 10 april 1969     |

## Seizoen 3
| Nr. | Titel aflevering                 | Uitzenddatum VS   |
| --- | -------------------------------- | ----------------- |
| 1   | Alias Mr. Braithwaite            | 18 september 1969 |
| 2   | Goodbye to Yesterday             | 25 september 1969 |
| 3   | Poole's Paradise                 | 2 oktober 1969    |
| 4   | Eye of the Hurricane             | 9 oktober 1969    |
| 5   | A Bullet for Mark                | 16 oktober 1969   |
| 6   | Love My Enemy                    | 23 oktober 1969   |
| 7   | Seeing Is Believing              | 30 oktober 1969   |
| 8   | The Machismo Bug                 | 13 november 1969  |
| 9   | Programmed for Danger            | 20 november 1969  |
| 10  | Five Miles High                  | 27 november 1969  |
| 11  | L'Chayim                         | 4 december 1969   |
| 12  | Beyond a Shadow                  | 11 december 1969  |
| 13  | Stolen on Demand                 | 25 december 1969  |
| 14  | Dora                             | 8 januari 1970    |
| 15  | Beware the Wiles of the Stranger | 22 januari 1970   |
| 16  | Eden Is the Place We Leave       | 29 januari 1970   |
| 17  | The Wrong Time, the Wrong Place  | 5 februari 1970   |
| 18  | Return to Fiji                   | 12 februari 1970  |
| 19  | Ransom                           | 19 februari 1970  |
| 20  | One Hour to Kill                 | 26 februari 1970  |
| 21  | Warrior's Return                 | 5 maart 1970      |
| 22  | Little Jerry Jessup              | 12 maart 1970     |
| 23  | Good Will Tour                   | 26 maart 1970     |
| 24  | Little Dog, Gone                 | 2 april 1970      |
| 25  | Tom Dayton Is Loose Among Us     | 9 april 1970      |

## Seizoen 4
| Nr. | Titel aflevering                    | Uitzenddatum VS   |
| --- | ----------------------------------- | ----------------- |
| 1   | A Killing Will Occur                | 17 september 1970 |
| 2   | No Game for Amateurs                | 24 september 1970 |
| 3   | The Happy Dreams of Hollow Men      | 1 oktober 1970    |
| 4   | The People Against Judge McIntyre   | 8 oktober 1970    |
| 5   | Noel's Gonna Fly                    | 15 oktober 1970   |
| 6   | The Lonely Way to Go                | 22 oktober 1970   |
| 7   | Check, Mate; and Murder: Part 1     | 29 oktober 1970   |
| 8   | Check, Mate; and Murder: Part 2     | 5 november 1970   |
| 9   | Too Many Victims                    | 12 november 1970  |
| 10  | The Man on the Inside               | 19 november 1970  |
| 11  | Backfire                            | 3 december 1970   |
| 12  | The Laying on of Hands              | 10 december 1970  |
| 13  | This Could Blow Your Mind           | 17 december 1970  |
| 14  | Blackout                            | 31 december 1970  |
| 15  | The Quincunx                        | 7 januari 1971    |
| 16  | From Hrûska, with Love              | 21 januari 1971   |
| 17  | The Target                          | 28 januari 1971   |
| 18  | Killing at the Track                | 4 februari 1971   |
| 19  | Escape                              | 11 februari 1971  |
| 20  | Love, Peace, Brotherhood and Murder | 18 februari 1971  |
| 21  | The Riddle in Room Six              | 25 februari 1971  |
| 22  | The Summer Soldier                  | 4 maart 1971      |
| 23  | Accident                            | 11 maart 1971     |
| 24  | Lesson in Terror                    | 18 maart 1971     |
| 25  | Grandmother's House                 | 1 april 1971      |
| 26  | Walls Are Waiting                   | 15 april 1971     |

## Seizoen 5
| Nr. | Titel aflevering                | Uitzenddatum VS   |
| --- | ------------------------------- | ----------------- |
| 1   | Contract: Kill Ironside         | 21 september 1971 |
| 3   | The Professionals               | 28 september 1971 |
| 4   | The Gambling Game               | 5 oktober 1971    |
| 5   | Ring of Prayer                  | 12 oktober 1971   |
| 6   | In the Line of Duty             | 19 oktober 1971   |
| 7   | Joss Sticks and Wedding Bells   | 26 oktober 1971   |
| 8   | Murder Impromptu                | 2 november 1971   |
| 9   | Dear Fran...                    | 9 november 1971   |
| 10  | If a Body See a Body            | 16 november 1971  |
| 11  | Good Samaritan                  | 23 november 1971  |
| 12  | Gentle Oaks                     | 30 november 1971  |
| 13  | License to Kill                 | 2 december 1971   |
| 14  | Class of '57                    | 16 december 1971  |
| 15  | No Motive for Murder            | 23 december 1971  |
| 16  | But When She Was Bad            | 30 december 1971  |
| 17  | Unreasonable Facsimile          | 6 januari 1972    |
| 18  | Find a Victim                   | 13 januari 1972   |
| 19  | And Then There Was One          | 20 januari 1972   |
| 20  | Death by the Numbers            | 27 januari 1972   |
| 21  | Bubble, Bubble, Toil and Murder | 3 februari 1972   |
| 22  | Achilles' Heel                  | 17 februari 1972  |
| 23  | His Fiddlers Three              | 2 maart 1972      |
| 24  | A Man Named Arno                | 9 maart 1972      |

## Seizoen 6
| Nr. | Titel aflevering                             | Uitzenddatum VS   |
| --- | -------------------------------------------- | ----------------- |
| 1   | Five Days in the Death of Sgt. Brown: Part 1 | 14 september 1972 |
| 2   | The Savage Sentry                            | 21 september 1972 |
| 3   | Programmed for Panic                         | 28 september 1972 |
| 4   | Down Two Roads                               | 12 oktober 1972   |
| 5   | Camera...Action...Murder!                    | 26 oktober 1972   |
| 6   | Riddle Me Death                              | 2 november 1972   |
| 7   | Nightmare Trip                               | 9 november 1972   |
| 8   | Buddy, Can You Spare a Life?                 | 16 november 1972  |
| 9   | The Countdown                                | 23 november 1972  |
| 10  | The Deadly Gamesmen                          | 30 november 1972  |
| 11  | Who'll Cry for My Baby                       | 7 december 1972   |
| 12  | Cold Hard Cash                               | 14 december 1972  |
| 13  | Shadow Soldiers                              | 21 december 1972  |
| 14  | Ollinger's Last Case                         | 4 januari 1973    |
| 15  | A Special Person                             | 11 januari 1973   |
| 16  | The Caller                                   | 25 januari 1973   |
| 17  | Love Me in December                          | 1 februari 1973   |
| 18  | The Ghost of the Dancing Doll                | 15 februari 1973  |
| 20  | All About Andrea                             | 22 februari 1973  |
| 21  | Another Shell Game                           | 1 maart 1973      |
| 22  | All Honorable Men                            | 8 maart 1973      |
| 23  | The Best Laid Plans                          | 15 maart 1973     |
| 24  | A Game of Showdown                           | 22 maart 1973     |

## Seizoen 7
| Nr. | Titel aflevering                     | Uitzenddatum VS   |
| --- | ------------------------------------ | ----------------- |
| 1   | Confessions from a Lady of the Night | 13 september 1973 |
| 2   | Murder by One                        | 20 september 1973 |
| 3   | In the Forest of the Night           | 27 september 1973 |
| 4   | Fragile Is the House of Cards        | 4 oktober 1973    |
| 5   | The Armageddon Gang                  | 11 oktober 1973   |
| 6   | House of Terror                      | 25 oktober 1973   |
| 7   | The Helping Hand                     | 1 november 1973   |
| 8   | Downhill All the Way                 | 8 november 1973   |
| 10  | Mind for Murder                      | 15 november 1973  |
| 11  | The Hidden Man                       | 29 november 1973  |
| 12  | The Double-Edged Corner              | 6 december 1973   |
| 13  | The Last Payment                     | 20 december 1973  |
| 14  | Friend or Foe                        | 3 januari 1974    |
| 15  | Two Hundred Large                    | 10 januari 1974   |
| 16  | Once More for Joey                   | 17 januari 1974   |
| 17  | Terror on Grant Avenue               | 31 januari 1974   |
| 18  | Class of '40                         | 7 februari 1974   |
| 19  | The Taste of Ashes                   | 14 februari 1974  |
| 20  | A Death in Academe                   | 21 februari 1974  |
| 21  | Close to the Heart                   | 28 februari 1974  |
| 22  | Come Eleven, Come Twelve             | 7 maart 1974      |
| 23  | Riddle at 14,000                     | 14 maart 1974     |
| 24  | Amy Prentiss: Part 1                 | 23 mei 1974       |
| 25  | Amy Prentiss: Part 2                 | 23 mei 1974       |

## Seizoen 8
| Nr. | Titel aflevering             | Uitzenddatum VS   |
| --- | ---------------------------- | ----------------- |
| 1   | Raise the Devil: Part 1      | 12 september 1974 |
| 2   | Raise the Devil: Part 2      | 19 september 1974 |
| 3   | What's New with Mark?        | 26 september 1974 |
| 4   | Trial by Terror              | 3 oktober 1974    |
| 5   | Cross Doublecross            | 10 oktober 1974   |
| 6   | Set-up: Danger!              | 24 oktober 1974   |
| 7   | The Lost Cotillion           | 31 oktober 1974   |
| 8   | Run Scared                   | 7 november 1974   |
| 9   | Act of Vengeance             | 14 november 1974  |
| 10  | The Far Side of the Fence    | 21 november 1974  |
| 11  | The Over-the-Hill Blues      | 5 december 1974   |
| 12  | Speak No Evil                | 12 december 1974  |
| 13  | Fall of an Angel             | 19 december 1974  |
| 14  | The Visiting Fireman         | 26 december 1974  |
| 15  | The Return of Eleanor Rogers | 2 januari 1975    |
| 16  | The Faded Image              | 16 januari 1975   |
| 17  | A Matter of Life or Death    | onbekend          |
| 18  | The Organizer                | onbekend          |
| 19  | The Rolling Y                | onbekend          |